# Anastasia Baryshnikova
Pour les articles homonymes, voir Baryshnikova.
Anastasia Baryshnikova, (en russe :Анастасия Барышникова) née le 19 décembre 1990 est une taekwondoïste russe.

## Palmarès

### Jeux olympiques
- Médaille de bronze des +67 kg aux Jeux olympiques 2012 à Londres, (Royaume-Uni)

### Championnats du monde
- Médaille de bronze des -73 kg du Championnat du monde 2009 à Copenhague, (Danemark)
- Médaille de bronze des -73 kg du Championnat du monde 2011 à Gyeongju, (Corée du Sud)

### Championnats d'Europe
- Médaille d'or des -73 kg du Championnat d'Europe 2010 à Saint-Pétersbourg, (Russie)
- Médaille d'or des -73 kg du Championnat d'Europe 2012 à Manchester, (Royaume-Uni)

### Championnats d'Europe pour catégories olympiques
- Médaille d'or en 2015 à Naltchik (Russie), en catégorie des moins de 67 kg.